# Rona (Vorname)
Rona (hebräisch: רוֹנָה) ist ein weiblicher oder männlicher Vorname.

## Herkunft und Bedeutung
Der hebräische Name ist die weibliche Form des hebräischen Männernamens Ron (רוֹן), der Lied/Freude bedeutet. Varianten sind Ronen (männlich) und Ronit (weiblich) oder als männlicher Name eine Kurzform von Aaron.
Im Englischen ist der Name eine Variante von Rhonda. Dieser ist möglicherweise abgeleitet vom Namen der Hebrideninsel Rona, was auf Gälisch raue Insel bedeutet.

## Bekannte Namensträgerinnen
- Rona Anderson (1926–2013), britische Schauspielerin
- Ellen Rona Barkin (* 1954), US-amerikanische Schauspielerin
- Rona Bailey (1914–2005), neuseeländische Tänzerin und politische Aktivistin
- Rona Hartner (1973–2023), rumänische Schauspielerin, Sängerin, Komponistin und Texterin
- Rona Jaffe (1931–2005), US-amerikanische Bestseller-Autorin
- Rona Kobel (* 1982), deutsche bildende Künstlerin
- Rona Nishliu (* 1986), albanische und kosovarische Sängerin und Radiomoderatorin
- Rona Özkan (* 1994), deutsche Schauspielerin
- Rona Pondick (* 1952), US-amerikanische Künstlerin
- Rona-Lee Shimon (* 1983), israelische Schauspielerin, Model und Tänzerin